# 吉村作治
吉村 作治（よしむら さくじ、1943年〈昭和18年〉2月1日 - ）は、日本の考古学者（博士（工学）、乙種、早稲田大学、1999年）、東日本国際大学総長、早稲田大学名誉教授、サイバー大学客員教授。タレント。
日本のエジプト考古学の第一人者で、衛星写真分析などハイテクを導入した調査方法で遺跡を発掘する手法が評価される。

## 略歴
中野区立丸山小学校、東京学芸大学附属大泉中学校、東京学芸大学附属高等学校を経て、1969年に早稲田大学第一文学部を卒業。元アラブゲリラ隊員を自称している。1999年に早稲田大学より博士（工学） の学位を取得。以前にディプロマミルとされるパシフィック・ウエスタン大学より考古学博士号を購入していた。
早稲田大学人間科学部教授、国際教養学部教授、サイバー大学学長（任期満了に伴う退任。2011年4月1日付で同客員教授に就任）、東日本国際大学教授・副学長・学長・総長を歴任。

## 人物
- 留学と発掘調査、研究などでエジプトでの生活が長く、元妻もエジプト人である。
- パレスチナ難民キャンプやパレスチナ・ゲリラの訓練キャンプを取材した。
- ドキュメンタリー番組などでコメンテーター、解説者、司会者などを務め、NHKの考古学ミステリー番組やテレビ東京サイエンスドキュメンタリーに出演することが多い。湾岸戦争で述べたコメントなどがイラクに同情的と見られ、親米論壇や視聴者・読者から非難を受けた経験があり、以後は政治的な発言は控えている。また、離婚経験者として出演したことがある。TBSの番組や企画展に関わりが多く「専門ではないけど、TBSさん専属なので」とも述べた。
- 料理を好み、NHK教育テレビ「きょうの料理『男の料理（男の食采）』」に複数回出演し、料理に関して著述し、早稲田大学早稲田キャンパス近傍に所有する「エジプト考古学ビル」一階でエジプト料理店『パピルス』を経営していた。
- 世界文化遺産に登録された、福岡県宗像市の「神宿る島」宗像・沖ノ島と関連遺産群を最初に提唱し、毎年宗像市で講演している。
- 「ダイドードリンコスペシャル 日本の祭り」→「ダイドーグループ 日本の祭り」に参加して、毎年各地で祭礼を取材を行っている。この企画で放送される番組にも出演している[6]。
- 教育が扱う歴史だけではなく比較文明を重視し、ゆとり教育を肯定している。

## 家族
長女はエジプトで活動する女優の吉村佳南。

## エピソード
- 高校卒業後に合格する大学により、東京大学の文科II類ならば学者を、日本大学芸術学部演劇科ならば役者を、それぞれ考えていた。東京大学は不合格となり役者を志すと決断したが、母から「学者は役者になれるけど、役者は学者になれない」と諭されて3年間浪人するも、自身の受験で疲弊した家族を見て東京大学への進学を断念して早稲田大学へ進学した。早稲田大学の入試は現在ほど難しくなかったと後年に語っている。さまざまなアルバイトをしながら、タンカー船と交渉して安価で洋行した。後に早稲田大学を経由してエジプトへ留学するが、自宅の近傍に居住する大学教授に特別講義を受けて通常の授業に出席する時間を節約し、大使館でアルバイトした。当時は他の日本人留学生と交流は悪かったが大使館関係者として貴重な経験を得られ、後の発掘に人脈が大きな力となった。
- 2012年のインタビューで、1967年にエジプト人女性と結婚する際にムスリムになり離婚後も改宗はしておらず、日本人はイスラームから学ぶ点が多い、と語っている[7]。カイロ大学留学中に出会った8歳年下のエジプト人女性と23歳で結婚して1男1女をもうけたのちに離婚した[8]。離婚の理由は、家族で日本を旅行した際の夜中に一人で豚肉チャーシュー入りのラーメンを食して禁忌を犯して妻を激怒させたり、仕事で多忙のために帰宅は1年間に20日間程度になってしまっていたなど家族を顧みる余裕が無かったりしたことが遠因だったと語る[8]。
- 祖母は小規模な新宗教団体の教祖であったが、他人の人生を掴むような仕事を世襲してはいけないと思い母は継承しなかったのだろう、と述べている。自身はイスラームに帰依していた時期を除き、無宗教を公言しているが無神論者ではない。
- 1999年1月に仙台市の成人式で来賓として講演したが、新成人のマナーの悪さに「これは新生児のお祝いだ!!新成人の祝いではない!!二度と成人式で講演しない!!」と激怒し、「99%上の空の催し物は、やめた方がいい」と批判し[9]、当時の仙台市長藤井黎が吉村に謝罪文を送付した[9]。
- エジプトの古代船発掘事業事務局長を名乗る男性に出資金名目で金を騙し取られたことで、男性に資金集めを依頼した吉村に約7,000万円の損害賠償を求め、大阪市内の会社社長が大阪地方裁判所に提訴した。吉村は「問題の男性とは連絡を取れなくなった」と主張している[10]。
- 早稲田大学の博士号取得前にディプロマミルであるパシフィック・ウエスタン大学から30万円で博士号（考古学）を購入したが、自身は冗談として公言している。
- NHKの料理番組きょうの料理『男の料理（男の食采）』に初めて出演した時に「エジプトで学生たちと皆でわいわい食べる料理」としてマカロニインディアンを紹介した。湯がいたマカロニを玉ねぎと塩・胡椒・カレー粉と一緒に炒めたもの。カレー味だから「インディアン」であるとのこと。
- 他の早稲田の教授と比較して助教授時代が長い、というのが本人の弁。助教授時代にバラエティー番組に出演すると「教授！」と呼びかけられることが多かった。「教授じゃないんです。助教授なんです」と言うと周囲は驚いていた。エジプトに度々行っていること、エジプト考古学はお金がかかること、などで学校側から嫌われていて「教授にさせてもらえない」と言っていた。
- 2016年の参議院選挙では、公明党に応援メッセージを送った[11]。

## 経歴
- 1943年2月1日 東京都新宿区に生まれる
- 1961年3月 東京学芸大学附属高等学校（竹早校舎）卒業する
- 1964年 早稲田大学第一文学部に入学する
- 1966年 早稲田大学古代エジプト調査隊を組織してエジプトでの調査研究を始める。エジプト考古調査隊としてはアジア初である
- 1968年 カイロ大学考古学部へ留学し、現地人と婚約して通信社支局で働き始めるが、恩師が急死して帰国する
- 1969年 早稲田大学第一文学部美術史学科を卒業する。早稲田大学エジプト調査隊として初の本格調査をルクソール西岸のマルカタ南遺跡で開始する
無名の新参調査隊として異例の早さの参入から5年でエジプト考古最高評議会から単独調査の認可が下りた
- 1974年 ルクソールのマルカタ南にある「魚の丘」遺跡で自身がマネージャーを務める発掘隊が彩色階段を発見した
- 1978年 日本テレビの「ピラミッド再現計画」プロジェクトに参加して現地で指揮し、5月18日・25日の「木曜スペシャル」で放送された
- 1987年 早稲田大学人間科学部助教授となる[8]
- 1992年『宜保愛子 ピラミッドの謎に迫る』（日本テレビ）で宜保愛子と王家の谷の霊視に同行するなどした
- 1994年 ディプロマミルの一種のパシフィック・ウエスタン大学から30万円で博士号（考古学）を購入[4]した
- 1996年 早稲田大学人間科学部教授となる[8]。ダハシュール北地区で神殿型大型貴族墓を発見し、世界で初めて人工衛星の画像解析を利用した調査として注目を集めた
- 1999年 「古代エジプト・クフ王「第1の船」の復原に関する研究 -現行復原の検証と新復原案の提示-」で早稲田大学から「博士（工学）」（乙種）の学位を取得した
- 2001年 カエムワセト（ラムセス2世の第4王子）葬祭殿で、世界2例目となる「クフ王の銘が入った彫像」を発見したのちに、さらに1体を発見した
- 2003年 ピラミッドのプロトタイプと考えられている、エジプト最古級の大型石造建造物を発見した
- 2006年3月31日に早稲田大学の専任教授を退職し、無給の客員教授として継続在籍する
- 2007年4月1日にサイバー大学の初代学長に就任
- 2010年 早稲田大学名誉教授となる
- 2011年 サイバー大学学長を退任して客員教授に就く
- 2013年3月 東日本国際大学理事、エクステンションセンター長に就く
- 2013年4月からニコニコチャンネルの「吉村作治チャンネル」で動画を公開する
- 2014年4月 東日本国際大学専任教授。副学長に就く
- 2015年4月 東日本国際大学学長に就く
- 2021年4月 東日本国際大学総長に就く

### 受賞歴
- 2010年4月、エジプト・アラブ共和国文化省エジプト考古最高評議会よりゴールド・メダル賞（長年の考古学研究の成果に対し）
- 2023年11月、瑞宝中綬章を受章[12][13]

## 著書
- 『アラブ・ゲリラ』R出版、1972年8月5日。NDLJP:12183127。
- 『HOW TO 大冒険 脱出プランから秘境走破術まで』（1974年7月、主婦と生活社・21世紀ブックス）
- 『エジプト史を掘る』NHKブックス、1976 のち小学館ライブラリー
- 『イスラムとアラブ・ビジネス』日本工業新聞社 1979
- 『ピラミッドの謎』講談社現代新書 1979
- 『アラブ人と日本人』ティビーエス・ブリタニカ 1981
- 『ナイルのほとりの物語』文化出版局 1982 のち小学館ライブラリー
- 『クレオパトラの謎』講談社現代新書 1983
- 『古代エジプト女王伝』新潮選書 1983
- 『日本人の知らないコーランの奇蹟 四億人を支配するムハンマドの預言書』経済界 リュウブックス 1983
- 『エジプトの古代遺跡』熊瀬川紀撮影 小学館 1984
- 『ツタンカーメンの謎』講談社現代新書 1984
- 『ピラミッドは語る―王の墓・黄金・盗掘』（1985年、岩波ジュニア新書）
- 『ファラオの食卓 古代エジプト食物語』講談社 もんじゅ選書 1986 のち小学館ライブラリー
- 『貴族の墓のミイラたち』日本放送出版協会 NHKブックス 1988 のち平凡社ライブラリー
- 『古代エジプトの秘教魔術』大陸書房 1988 『ファラオと死者の書―古代エジプト人の死生観』小学館ライブラリー
- 『Mr.ピラミッド吉村作治の簡単クッキング 10分でできるおいしいお惣菜』実業之日本社 1989
- 『吉村作治の味の冒険手帳 美味しければ自己流でいい!』主婦と生活社 1989
- 『アラブ人とつきあう方法』ティビーエス・ブリタニカ 1990
- 『美味しいアラビアンナイト 食で知る異国の素顔』ベストセラーズ ワニの本 1991
- 『聖戦の教典コーランの秘密 中東の明日を左右するアラブの大義とは』ベストセラーズ ワニ文庫 1991
- 『布施員（フセイン）をはめた醜手（ブッシュ） 湾岸戦争の結果は、世界中を再び騒がせる』情報センター出版局 1991
- 『男・独り暮らしの快適人生術』徳間書店 1992
- 『日本人とアラブ人』世界文化社 1992
- 『ノーモア・マリッジ』情報センター出版局 1992 『僕が結婚をやめた理由 幸せになりたいなら読みなさい』PHP文庫
- 『ピラミッド・新たなる謎 定説はくつがえされる!』光文社文庫 1992 のち講談社+α文庫
- 『さんちゃんのピラミッド 古代エジプトに夢をかけた考古学者』瀬野丘太郎画 学習研究社 1993
- 『それでも君は大学へ行くのか』ティビーエス・ブリタニカ 1993 のちPHP文庫
- 『平成・学問のすすめ』講談社 1993
- 『吉村作治のクイズ地球の探検隊 海のシルクロードを行こう』光文社 カッパ・ブックス 1993
- 『世界の遺跡探検術 古代文明の歩き方』集英社 1994 『古代遺跡を楽しむ本』PHP文庫
- 『ピラミッドの謎をハイテクで探る』講談社 1994
- 『冒険の食卓 世界一の食事当番の秘伝』青春出版社 1994
- 『吉村作治の古代エジプト講義録』（1994年、講談社）のち講談社+α文庫
- 『世界の食材探検術 比較食文化論. 食糧・野菜編』集英社 1995
- 『タブーやぶりも悪くない 君は常識をどう越えるか』PHP研究所 1995
- 『ファラオに逢いたい エジプト考古学者への道』小学館 1995 『古代エジプトを掘る』PHP文庫
- 『吉村作治の街角考古学 早稲田・慶応<三田>界隈を歩く』徳間書店 1995
- 『エジプト遺跡の手ざわり』NTT出版 気球の本 1996
- 『エジプト発掘30年』平凡社 1996
- 『古代エジプト千一夜』近代文芸社 1996
- 『古代エジプトの謎を掘る』世界文化社 1996
- 『50歳からの人生を変える「料理学」』講談社 1996
- 『豊饒のナイル、ルクソールの食卓 エジプトグルメ紀行』中公文庫 1996
- 『エジプト美の起源 カイロ博物館入門』熊瀬川紀撮影 小学館 ショトル・ミュージアム 1997
- 『君はピラミッドを見たか』近代文芸社 1997
- 『古代エジプトファラオの昼寝』近代文芸社 1997
- 『ビジュアルガイド世界の遺跡 吉村作治の文明探検」平凡社

『超古代ピラミッドとスフィンクス』1997
『ツタンカーメンファラオの都テーベ』1997
『マヤ・アステカ太陽の文明』1998
『東南アジアの華アンコール・ボロブドゥール』1999
『トルコ東西文明交流の地』1999
- 『ファラオが教えてくれたこと ピラミッドを生んだ古代エジプトの知恵』ベネッセコーポレーション 1998
- 『吉村作治の世界博物探検記』集英社 1998
- 『ナイルの暗号』青山出版社 1999 - 『Nile ナイル』として映画化。出演もしている。
- 『吉村作治の古代エジプト不思議物語』汐文社 1999
- 『55歳からの知的生き方 あなたの可能性が目覚める「生涯学習ノススメ」』ゴマブックス 2000
- 『エジプトミイラ五〇〇〇年の謎』講談社+α新書 2000
- 『ピラミッド文明・ナイルの旅』日本放送出版協会 2000 のちNHKライブラリー
- 『吉村作治の古代ギリシア不思議物語』岩出まゆみ写真 汐文社 2000
- 『吉村作治の古代中国不思議物語』岩出まゆみ写真 汐文社 2000
- 『吉村作治の古代ローマ不思議物語』岩出まゆみ写真 汐文社 2000
- 『痛快!ピラミッド学』集英社インターナショナル 2001
- 『今、解き明かす！古代文明興亡の真実』（2001年、成美堂出版）
- 『ひとのちから』麗澤大学出版会 2001
- 『古代エジプトの"人生"の遺産』青春出版社 プレイブックスインテリジェンス 2002
- 『古代エジプト埋もれた記憶』青春出版社 2003
- 『父の遺した言葉』（2003年、ポプラ社）
- 『夢、一直線』講談社 2003
- 『ヒエログリフで学ぼう!』（2004年、荒地出版社）
- 『ピラミッドがくれた不思議な力』（2004年、近代映画社）
- 『悠久のエジプト 5千年の時を超えて 吉村作治写真集』撮影・文 アケト 2004
- 『ミイラ発見!! 私のエジプト発掘物語』アケト 2005
- 『ピラミッドの謎』（2006年、岩波ジュニア新書、ISBN 4005005446）
- 『ぼっ・ぼっ・ぼくらはエジプト探険団』アスコム 2006
- 『エジプト考古学者の独言（ひとりごと） 週刊作治』正続 アケト 2008－09
- 『色即是空 コラム392』アケト 2008
- 『古代エジプト・クフ王「第1の船」の復原に関する研究 現行復原の検証と新復原案の提示 博士学位請求論文』アケト 2009
- 『エジプトに夢を掘る』フォー・ユー 2010
- 『教授のお仕事』文藝春秋、2012 のち文庫
- 『イスラム教徒の頭の中 アラブ人と日本人、何が違って何が同じ?』CCCメディアハウス 2017

### 博士論文
- 吉村作治「古代エジプト・クフ王「第1の船」の復原に関する研究 : 現行復原の検証と新復原案の提示」早稲田大学 博士博士(工学)、 32689乙第1463号、1999年、NAID 500000173738、NDLJP:3152861。

### 共著
- 『ピラミッド・ミステリーを語る ハイテクで知るピラミッド5,000年の謎』栗本薫共著 朝日出版社 カラー版レクチュア・ブックス 1987
- 『NHK大英博物館 2 エジプト・大ファラオの帝国』責任編集 日本放送出版協会 1990
- 『無国籍企業橘商会 国際ビジネスウォーズ』原作 里見桂漫画 集英社 ジャンプ・コミックスデラックス 1995
- 『青田大学番外地』vol.1-3 原作 金井たつお漫画 集英社 SCオールマン 1996-97
- 『はじめて出会う世界考古学』編 有斐閣アルマ 1996
- 『インカとエジプト』増田義郎共著 岩波新書 2002
- 『古代エジプトを知る事典』編著 東京堂出版 2005
- 『「太陽の哲学」を求めて エジプト文明から人類の未来を考える』梅原猛共著 PHP研究所 2008
- 『人間の目利き アラブから学ぶ「人生の読み手」になる方法』曽野綾子共著 講談社 2014

### 翻訳
- ピーター・トンプキンズ『失われた王墓 大ピラミッドの謎に挑む』日本ブリタニカ 1981
- リリアン・アフリカーノ『ビジネスマンのための中東ガイド アラブ・ビジネス（必）情報』日本工業新聞社 大手町ビジネスブックス 1981
- リチャード・ポープ編『アラブ1500年の闘い』川床睦夫共訳 ティビーエス・ブリタニカ 1982
- ジョン・ベインズ, ジャミール・マレック『古代のエジプト』図説世界文化地理大百科 朝倉書店 1983
- ラビブ・ハバシュ『エジプトのオベリスク』六興出版 1985
- ザヒ・ハワス『図説古代エジプトの女性たち よみがえる沈黙の世界』西川厚共訳 原書房 1998
- ナスリー・イスカンダル『エジプトのミイラ』監訳 アケト 2001
- ロザリー・デイヴィッド, リック・アーチボルド『ミイラ全身解剖 ミイラ科学と古病理学が明かす古代エジプト人の生と死 カラー版』監訳 講談社 2001

### 監修
- 『ヒエログリフを書こう!』（2000年6月、Philip Ardagh著、翔泳社、ISBN 488135888X）
- 『図説 ヒエログリフ事典』（2001年7月、Maria Carmela Betro著、創元社 ISBN 4422202316）
- 『「古代文字」に秘められた文明の謎』（2002年、成美堂出版〈成美文庫〉、ISBN 4415069754）
- 『ミイラ事典』（2004年7月、ジェームズ・パトナム著、あすなろ書房、ISBN 4751523104）
- 『図説 大ピラミッドのすべて』（2004年9月、Kevin Jackson他著、創元社、ISBN 4422202286）

### 記念論文集
- 『永遠に生きる 吉村作治先生古稀記念論文集』中央公論美術出版 2013

## テレビ出演
- ビートたけしのエジプトミステリー（テレビ東京）
- 失われた海洋王国 -ナンマドールの謎-（テレビ東京、2003年2月9日放送）
- 古代文明ミステリー たけしの新・世界七不思議大百科（テレビ東京）
- 天才てれびくん（NHK教育テレビ）
- 世界・ふしぎ発見!（TBS）
- 世界まる見え!テレビ特捜部（日本テレビ）
- ビッグモーニング (TBS)
- オールスター感謝祭 (TBS)
- ＴＶタイムマシン（テレビ朝日）
- 板東英二のズバリ!直球勝負（読売テレビ）
- 談志・陳平の言いたい放だい（TOKYO MX）
- 今日感テレビ（RKB毎日放送） - 不定期でコメンテーターを務める。
- 午後は○○おもいッきりテレビ（日本テレビ）
- 探偵!ナイトスクープ（ABC） - 顧問として出演。
- 情報ライブ ミヤネ屋（読売テレビ）
- 人生が変わる1分間の深イイ話（日本テレビ）
- 歴史冒険ミステリー 世界のピラミッド徹底解剖!! 人類史上最大の謎を解けスペシャル!（TBS、2009年1月2日放送）
- 吉村作治エジプト博物館（ヒストリーチャンネル、第1シーズン - ）
- ダイドードリンコスペシャル 日本の祭り→ダイドーグループ 日本の祭り（全国の地方局持ち回り制作） - 番組ナビゲーター
- 「吉村作治チャンネル」（ニコニコチャンネル）
- クレイジージャーニー（TBS、2024年4月29日放送）[14][15]

ほか多数

### CM出演
- サンウエーブ
- ハナマルキ
- Air Link（旅行会社）
- VICKSドロップ（P&G、1997年）
- アサヒグローバル（住宅販売・設計・施工会社（三重））
- 東京電力
- 全優石

### その他
- 中京銀行(現在の あいち銀行)イメージキャラクター。
- fripSideのシングル「future gazer」のPV
- キング・オブ・エジプト - 日本語字幕監修及び日本語吹替[16]